# 栄川乃亜
栄川 乃亜（えいかわ のあ、1997年〈平成9年〉12月25日 - ）は、日本のAV女優。ライフプロモーション所属。

## 略歴
2016年7月にデビュー。デビューから半年間は別の本業（服飾販売員）を持っていたが、その後AV一本に絞り本業とする。きっかけは「高収入」をキーワードに副業を探していたこと。デビュー当初は黒髪で低身長だったことからロリ系女優として売り出し、デビュー約3か月後に出演したロリ痴女作品でブレイク。撮影時は「ロリは受け身でやられる」が定番であったため痴女役に困惑し、マネージャーともこれは売れないと思ったというが、ジャンルを開拓したことで自身最大のヒット作となった。以降、Sっ気の多い役柄が増加し本人も「ロリ痴女の元祖」を自称するようになる。
2017年6月30日、AV女優によるアイドルグループ「SEXY-J」に新メンバー（会員番号21）として加入。同年12月19日の「SEXY-J」解散ライブまでメンバーとして活動。
2017年10月8日、同じ事務所の霧島さくらとユニット「ルルディ」を結成。
2017年11月18日、ルルディ初イベント。
2017年12月19日のファイナルライブをもって「SEXY-J」解散。
2018年1月24日、ルルディのキャプテンに任命され、霧島さくらはリーダー、ファンの愛称は「るるっと」と命名された。
2018年3月1日、スカパー!アダルト放送大賞において、新人女優賞を受賞。なお、企画単体女優が新人女優賞を受賞したのは史上初。
2018年6月9日、新宿LEFKADAにて初のワンマンライブ「ルルディ アイドルやっちゃいます！～きれいな花を咲かせよう～」開催。
2018年6月11日、ルルディ1stシングル「LuLuLuMelody」をリリース。8月にルルディとしてTIFに初出演。
2019年3月より8月までアイエナジー専属女優となった。12月10日、ルルディの解散を発表。2020年2月11日配信「恵比寿マスカッツ 真夜中の運動会」にマスカッツ新メンバー最終オーディション最終候補として出演。同年3月31日配信『恵比寿マスカッツ 真夜中の運動会』（AbemaTV）において、恵比寿マスカッツへの加入を発表。
2020年11月27日、クラブチッタ川崎で行われた「LADY MADONNA-拡大版-I saw her standing there～その時ハートは盗まれた～」でソロ歌手としてライブステージを行った。

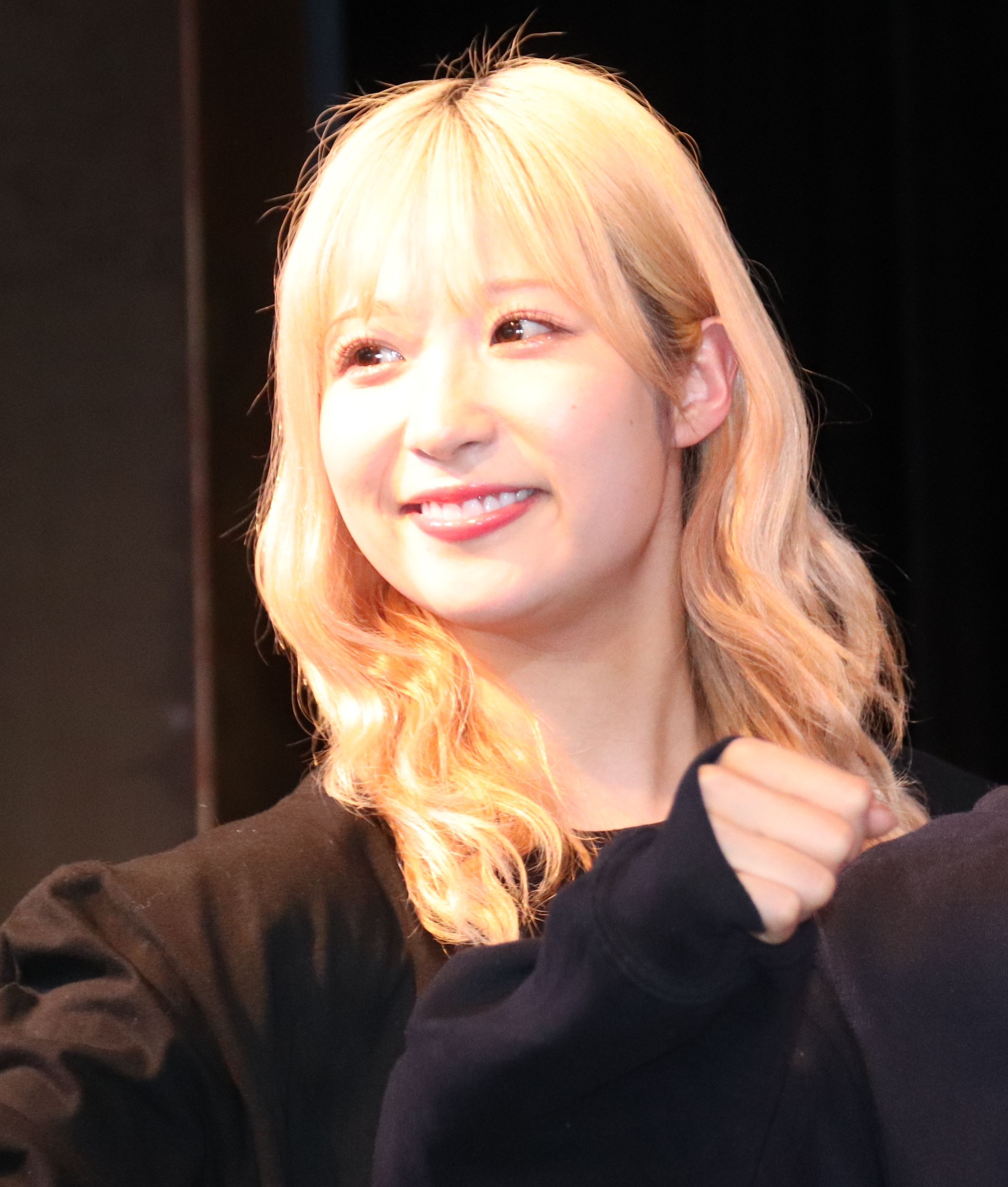
ギャル系の役作りをしていた時期（2022年撮影）

2022年8月13日、東京・恵比寿ザ・ガーデンホールで行われたラストライブ「第2世代 恵比寿マスカッツ 真夏の卒業式」をもって、栄川を含むメンバー全員がグループから卒業となる。
2022年10月17日、ライフプロモーションの取締役に就任したことを発表、なお女優活動は継続する。背広組と女優の間をつなぎ、仕事面についても相談ができるような、女優にとって良い環境をつくるのが当面の目標と答えている。
2023年8月3日、品川・GOTANDA G6で行われたライブ「LADY MADONNA ANNEX」に出演。
2023年10月3日、自身のX（旧Twitter）にて、YouTubeチャンネル「乃亜チャンネル」が完全にBANされたことを報告。
2023年10月26日、東京・阿佐ヶ谷ロフトAで、トークライブ「栄川乃亜ともちづき千代子がトイズハートのギャラで会いたい人を呼んで飲む会」を開催。
2024年7月11日、東京・青山RizMで開催した音楽イベント『LADY MADONNA ～夏のユニット祭り～』にあおいれなとのユニット「れな & のあ」として出演。同ユニットでライブを披露するのは約3年ぶりとなる。
2024年9月15日には、『TREND GIRLS 撮影会 2024』内のTREND GIRLSファッションショーに参加し、ランウェイを歩いた。
2024年9月16日週FANZA動画フロアランキングにて、先生役として出演した『マジックミラー号 保健体育の課外授業 現役女子○生の目の前でオトナの濃厚SEXを見せつける！思春期の性的好奇心に火を点けて初めての杭打ち騎乗位で中イキ体験2』が初登場10位ランクイン。
2025年2月17日週FANZA動画フロアランキングでは同作品が再浮上し、ランキング1位を記録した。同年4月28日週FANZA動画フロアランキングにて同作品が2位にランクアップ。
同年6月25日、東京・池袋Live inn ROSAにて「楽演祭vol.37～ありがとうSP～」に出演。
同年7月5日、デビュー10周年を迎える2026年7月での現役引退を発表。

## 人物
自称永遠の21歳。好物は苺。趣味は食べること。特技は寝ること。鼻うどん。休日の過ごし方として、寝る、愛犬のミミと遊ぶ、たまごっちを挙げている。
YouTuberで元AV女優のあべみかことは、あべが現役女優の頃からお互いのTwitter自己紹介欄に『彼氏 あべみかこ』『彼女、のあたん』と書くほど仲が良く、「あべ☆のあ」というユニットを組み、トークイベントなどを行っている。
出演作品は比較的ドラマ作品が多く、演技も「役に入り込むのが上手い」と批評される。またデビュー時はロリ系痴女・責め役を演じることが多かったが、2020年頃からはノーマルセックスを主体としたギャル系作品に出演する機会が増えている。ライターのヘルス侍は、ミニマム体系だがいわゆるデカ尻であり、「弾力が圧巻、男優の激ピストンの衝撃を見事に吸収している」と評価している。AV女優になるまでAVを見たことがなかった。また、モザイクの意味もニュースの黒い目線くらいにしか認識していなかった。モザイクの真の意味は自身のデビュー作を見て初めて知ったと言う。
芸人・みなみかわに痴女役でブレイクしたことを伝えた際には、顔立ちと、落ち着きがありハスキーな声質が責め役に合うと賛辞の声を送られている。
嫌いなプレイはイラマチオ。撮影時に監督から求められたハードな内容が影響して、嗚咽や泣きすぎによる頭痛が止まず、休憩中もゼリー飲料を摂取するのがやっとで、用意されていた食事には手をつけられない状況になってしまったことがその理由。後のインタビューでは、次のシーンで絶対に男優の男性器を食いちぎってやろうとずっと思っていたくらい、イラマチオに対してイライラしていた。この撮影がきっかけで自分はMではないと気づいたと語っている。また、大量に容器に溜められた誰の物かも分からない精子を飲むことに抵抗があるため、大量の精子を飲精するような作品はNGとしている。
AV女優になって得意になった性技として騎乗位とフェラチオを挙げている。特にフェラチオは相手が感じ易い箇所を探し出してそこを責めたり、わざと焦らしたりするのがS心をくすぐられて楽しくて好きだと話す。またデビュー後に発見した自身の性感帯として耳を挙げている。
所属事務所取締役に就任してからは事務所の公式YouTubeチャンネルでスポークスマン的役割を務めることも多い。また、気さくで後輩の面倒見も良いため後輩から「栄川姐さん」と呼ばれることもある。
イベントなどでは「乃亜だけは?!」と叫び、ファンが「ガチ!」とレスポンスする“ノアガチコール”を行っている（元ネタはプロレスリング・ノア）。

## 作品

### アダルトビデオ
- 月2で通う歯科医院で見つけた小柄で可愛い歯科助手さんが押しに弱い素人娘からAV女優に変身するまで。（7月1日、キャンディ）
- ○学生尾行押し込みレイプ投稿映像（7月22日、I.B.WORKS）
- 地方で発掘! 1日10回オナニーしちゃう絶倫少女がセックスしたくて自ら応募! 1回限りのkawaii*出演!許可アリAV発売（7月25日、kawaii*）※「佐々木ゆう」名義
- 初めてのひとり旅。 人里離れた田舎の親戚。（8月1日、ミニマム）
- 仲良し姪っ子バスタイム。 勃起が収まらない。（9月1日、ミニマム）
- 女学生だけをつけ狙うあるレイプ魔の告白とその手口 計画的姦行 記録 01（9月2日、ドリームチケット）
- 完全ガチ交渉! 噂の、素人激カワ看板娘を狙え! vol.40 in世田谷（9月23日、プレステージ）
- 勃起をさせて笑みを浮かべる。 痴女っ子ローリータ。（10月1日、ミニマム）
- 一般男女モニタリングAV 思春期の女子校生特集 家族旅行中の素人父娘(おやこ)が2人っきりの温泉で人生初の素股体験! 想像以上に発育していた愛する娘の身体にお父さんち○ぽは思わずフル勃起!ウブなJKま○こに反り勃った親父のギンギンち○ぽを擦り合わせたらヌルッと挿入して禁断の近親相姦してしまうのか!? in 箱根温泉（10月7日、DEEP'S）
- 真正中出し解禁!!（10月25日、本中）
- 朝勃ちしたチ○ポをペットのように可愛がり愛撫してくるけど僕の事は全く興味無いJK妹（11月1日、MOODYZ）
- クラスに一人はいる。 いいなりスクセラ掃除当番。（11月1日、ミニマム）
- JK限定! 電マをパンツinしたまま10分間チ○ポ飴舐めれたら10万円!（11月11日、DOC）※「みゆ」名義
- 汚れを知らないピュア美少女のエッチな日常（11月13日、S-Cute）
- 美少女即ハメ白書 54（11月25日、ソクハメラボ）
- 学校サボって1日10人のオヤジと中出しSEXしまくるイクイク援交娘。（11月25日、本中）
- JK姪っ子に何度も射精させられた僕…（12月1日、MOODYZ）
- 監禁オイルマッサージ 鬼イカせ中出しレ×プ（12月1日、ワンズファクトリー）
- 接吻のち、孕ませ。（12月2日、ドリームチケット）
- 連日の猛暑のせいで熱中症が続出!? そんな中、僕らの学校が緊急で作った校則は「スーパークールビズ」だった! 周りを見れば女子のイヤラしく発育した身体が!そんな状況で授業に集中できる訳もなく、女子を見るたびムラムラしてしまい… 3（12月9日、DOC）
- 俺の妹とお前の妹どっちがエロいか交換してヤリまくってみないか? #02 栄川乃亜 鈴屋いちご（12月13日、MOODYZ）
- 純白美少女の純情な欲情（12月13日、S-Cute）
- われら、ロリ帝国軍! 『捕まえた敵兵を性奴隷にして真正中出しさせたゾ』編 あず希 宮沢ゆかり 栄川乃亜（12月22日、SODクリエイト）
- 泥酔して帰ってきた姉を介抱し乱れた姿を前に欲情した弟の近親相姦投稿映像（12月23日、青空ソフト）
- 誘惑中出し回春エステサロン（12月25日、痴女ヘブン）
- 絶対妊娠! ガン反り生チ○ポで孕ませ中出しSEX!（12月25日、本中）
- ナンパJAPAN検証企画 シロウト専門学生限定! 男女の友情を徹底調査!! お金の為と割り切って友達同士がHなゲームに挑戦!先に手を出したのはまさかの女子!? 躊躇する草食男子を誘惑する肉食女子がうまのりになり中出しセックスまでしちゃいました!!（12月25日、ナンパJAPAN）※「あみ」名義
- 街中で絶対領域を丸出しで自撮りしていたスキだらけのミニスカ女子をナンパ! 初々しいリアクション! 生々しいSEX! 臨場感あふれるガチ素人娘のハメ撮りVTR!!（12月25日、ナンパJAPAN）※「かな」名義
- (素)シロウトTV×PRESTIGE PREMIUM 25（12月30日、プレステージ）※「えり 19歳 学生」名義

- 早漏イクイク女子校生 6（1月1日、MOODYZ）
- デカ尻マニアックス（1月1日、ワンズファクトリー）
- 当たり前にセックスをする仲睦まじい家族。 本物中出しSP 宮沢ゆかり 栄川乃亜（1月1日、ミニマム）
- 催眠洗脳された完堕ちコスプレイヤー（1月6日、DIY）
- 真夏の中年オヤジと汁汗唾涎ベロキス性交（1月13日、MOODYZ）
- 恥ずかしいのに濡れすぎちゃう女の子（1月13日、S-Cute）
- 麻薬捜査官ヤク漬け膣痙攣（1月19日、アイエナジー）
- ノーパンおもらし女子校生（1月19日、PREMIUM）
- 絶倫校長先生の教え子のパンツ思い出アルバム Vol.2（1月19日、クンカ）
- 彼女の妹に愛されすぎてこっそり子作り性活（1月25日、本中）
- 母の再婚相手の家にはエッチな3人の姉が居て、連れ子の僕は毎日のように姉に精子を搾り取られた。浜崎真緒 相澤ゆりな 栄川乃亜（1月27日、TMA）
- 大人なのに少女みたいな服着てるー! 浅田結梨 / あず希 / 栄川乃亜 / 埴生みこ（1月27日、TMA）
- 親がいない日、僕は妹とむちゃくちゃSEXした。（1月27日、I.B.WORKS）
- チ○ポ大好きッ! おしゃぶり女子校生（2月1日、MOODYZ）
- いじめっ娘JKの杭打ち騎乗位中出し（2月1日、ワンズファクトリー）
- 過激なオプションで大人気。 予約の取れない添い寝リフレ。 2 栄川乃亜 姫川ゆうな 矢澤美々 水樹くるみ（2月1日、ミニマム）
- 成長した娘の裸に触れた父親はイケない事と知りつつもチ○ポを勃起させて「禁断の近親相姦」してしまうのか!? 5 血が繋がっていないから出来る、女子高生と父親の“義父娘(おやこ)近親中出し”SEX編!!（2月2日、SODクリエイト）※「シオリ」名義
- ミニマムマッチョガール 小柄で引き締まったアスリート体型 身長147センチ 元ソフトボール部 栄川乃亜(18)（2月7日、ケートライブ）
- 兄の巨根に気づいた妹がまさかの豹変! デカチン童貞兄を誘惑してハメ倒す超絶倫少女（2月13日、Fitch）
- 小悪魔痴女の精子を搾り取る腰振りテクニック（2月19日、BeFree）
- 素人の女の子達があなたを見つめてジュポジュポ舐め回す 濃厚フェラチオ（2月24日、S級素人）
- 結合部を見せつけてくるロデオJKのねじこみ騎乗位（2月25日、痴女ヘブン）
- 挿入とフェラを繰り返す生しゃぶり中出し美少女（2月25日、本中）
- 痴漢したJKがその後僕を好きになり本気でむさぼり合った（3月1日、MOODYZ）
- 修学旅行の自由行動日、真面目で友達ゼロの学級委員長が部屋でオナニーしているのを絶倫体育教師に見つかり3泊4日で延々中出しレイプ（3月1日、ワンズファクトリー）
- 生つば飲ませてM男を手なずけ性奴隷にする淫乱JK（3月1日、乱丸）
- 女子校生中出し20連発（3月2日、アイエナジー）
- 『私的身体測定をするからね』と呼び出され教師に中出しレ○プされた女子高生（3月2日、サディスティックヴィレッジ）
- おじさんLOVE 放課後ベロチュウ中出しセックス（3月3日、h.m.p）
- 電マエステでデトックス!? 透けパンおもらし電マ地獄（3月3日、DOC）
- 悶絶痙攣ポルチオ大絶頂!!（3月10日、クリスタル映像）
- アナル舐め舐め学園 3 栄川乃亜 跡美しゅり（3月13日、MOODYZ）
- 理性の吹き飛んだ美少女と中出し性交（3月13日、MOODYZ）
- 修学旅行の自由行動日、真面目で友達ゼロの学級委員長が部屋でオナニーしているのを絶倫体育教師に見つかり3泊4日で延々中出しレイプ（3月13日、ワンズファクトリー）
- ハニカミ美少女のSEX事情（3月13日、S-Cute）
- ハメ撮りテストシュート AVデビュー直前の素人娘がカメラの前で見せる素のSEX（3月18日、SODクリエイト）
- 寝ている女子校生にイタズラしていたら逆に生ハメを求められて、もう発射しそうなのにカニばさみでロックされて逃げられずそのまま中出し! 2（3月18日、アイエナジー）
- 彼氏がいるのに誘惑おしゃぶり女子校生 2（3月19日、PREMIUM）
- コスプレイヤー ハメ撮りカメラテスト（3月24日、TMA）
- ドM覚醒! 毎日オナニーしちゃう絶倫少女が55回もイカされ中出しSEX（3月25日、kawaii*）※「佐々木ゆう」名義
- 出会って速攻、女優の方から襲いかかる生中出しSEX（3月25日、ダスッ!）
- パパとママを真似した子作りごっこ（3月25日、本中）
- 女子校生拷問フェラくらぶ マニアックス vol.1 椎名そら 栄川乃亜 あべみかこ（4月1日、MOODYZ）
- 喉膣同時発射! 串刺し中出しプレス（4月1日、ワンズファクトリー）
- すっぴんが可愛い姪っ子は両親と上京してくるたびこっそりソープランドしてくれます（4月6日、DANDY）※他1名出演
- NEO痴女覚醒ドキュメント 01〜乃亜ちゃん（4月7日、h.m.p）
- 聖水ロリロリ だいしゅきホールド（4月13日、MOODYZ）
- 資産家オヤジならデキる! 援交JK大人買い中出し 栄川乃亜 さとう愛理（4月27日、エムズビデオグループ）
- 淫語かたりかけ 自画撮りぐちゅぐちゅ連続絶頂指オナニー 3（4月20日、アイエナジー）
- 田舎娘、時給696円。 【超】幸せ愛人契約。のあ 自分の価値をよく解っていない地味カワ素朴ガールが最低賃金でヤラれまくりの中出し。（4月25日、ビッグモーカル）
- 美人看護師連鎖喰い（4月25日、アタッカーズ）
- 絶対女子校生 中出し大乱交スペシャル 椎名そら 姫川ゆうな あべみかこ 栄川乃亜（4月25日、本中）
- 家庭内近親相姦 家庭内で親には内緒で何度もハメまくる兄妹近親相姦映像（4月28日、青空ソフト）
- 寝取り大好き妹に1週間分シコられた僕。栄川乃亜 佐川はるみ（5月1日、MOODYZ）
- 鉄板女優6名のリアルなプライベート性交 「私、今日はAV女優じゃありません」（5月1日、TEPPAN）
- 完全盗撮リアルドキュメント プライベートデートセックス（5月1日、TEPPAN）
- 家の中に潜む絶倫少女は…奥さんにバレるスレスレで何回も無理やりハメたがる既婚者チ○ポ好き 3（5月3日、ナチュラルハイ）※他1名出演
- 口汚し（5月5日、ワープエンタテインメント）
- 排卵日を狙って男を犯す種搾りプレス強制中出し女子校生（5月13日、MOODYZ）
- いいなり妹 VS ツンデレ妹 僕のことが大好きすぎる双子の妹と夢の中出し性活 浅田結梨 栄川乃亜（5月13日、無垢）
- SODファン大感謝祭×真正中出し 射精無制限 ぜつりんバスツアー(※素人男性18名参加) 栄川乃亜 あべみかこ 大槻ひびき 小谷みのり 篠田ゆう 涼海みさ なつめ愛莉 松本メイ 宮崎あや 向井藍 柳瀬久留美（5月18日、SODクリエイト）
- あなたの童貞喪失ビデオを私たちが撮影します!『どのJKおま○こで、筆下ろししたい?』(※ガチ童貞3名参加) 栄川乃亜 丸山れおな 桜咲姫莉（5月18日、SODクリエイト）
- マブダチJK逆3P中出し 平然援助交際 麻里梨夏 栄川乃亜（5月19日、kira☆kira）
- 妹は微乳アスリート系美少女（5月23日、ケートライブ）
- 小生意気なツンデレ淫魔に精子が空になるまで毎晩吸い尽くされる（5月25日、h.m.p DORAMA）
- 止まらない乳首責め淫語と杭打ちピストン! イタズラ大好き中出しJK3本番（5月25日、本中）
- ケモミミろりたん飼育日記（5月26日、宇宙企画）
- 制服レズビアン 栄川乃亜 椎名そら（6月1日、MOODYZ）
- SODファン大感謝祭! まだまだ終わらない ぜつりんバスツアー 脱落した素人が人妻軍団に強制イカせ奉仕&本編出演超豪華女優の完全主観フェラ! (※素人男性18名参加) 佐々木あき 武藤あやか 前田可奈子 あべみかこ 栄川乃亜 大槻ひびき 小谷みのり 篠田ゆう 涼海みさ なつめ愛莉 松本メイ 宮崎あや 向井藍 柳瀬久留美（6月1日、SODクリエイト）
- 男だらけの家族に女性は私1人 毎日忙しく家事をしながら10人兄弟&お父さんと連続セックス朝生活 のあ(長女)（6月1日、SODクリエイト）
- JK 放課後中出しセックス 女子校生無制限射精サロン（6月2日、h.m.p）
- 白濁集団ワイセツ&ドM調教 無垢で幼気な美少女は、恥ずかしい弄りと責めによって、肢体の中を疼きはじめた感覚に戸惑いつつも、支配され身を委ねてゆく…。（6月13日、オーロラプロジェクト）
- 「『妹の下着を盗んでどうするの?』 思春期の義妹は自分で発情してくれる兄チ○ポなら下着を盗まれても嫌じゃない」 VOL.1（6月15日、DANDY）他1名出演
- 帰省して久々に会った妹と親には内緒の近親相姦中出し性交（6月23日、TMA）
- エロ本淫語で中出しを誘う好奇心超暴走ギャル妹（7月1日、kira☆kira）
- 私はあなたと中出ししたいのに、あなたは私を他の男と中出しさせるのはなぜ…?（7月1日、本中）
- ボクだけのご奉仕メイド（7月7日、クリスタル映像）
- 隣の中出し変態デカ尻メガネっ娘がやってくる ツンデレお漏らし痴女（7月7日、h.m.p）
- 美少女が美脚で御奉仕するノーハンド回春エステ（7月13日、MOODYZ）
- 素敵なカノジョ 栄川乃亜 黒髪ロリ美少女の催眠コスプレ潮吹きポルチオせっくす♡（7月13日、BACK DROP）
- 健全添い寝リフレで裏オプションOKしまくり小悪魔JK（7月19日、MOODYZ）
- 子作りはご奉仕の一環 妊娠OK美少女メイド（7月19日、ワンズファクトリー）
- コスプレイヤー達が撮影会のためなら何でもしすぎるから子作り 栄川乃亜 向井藍 愛瀬美希 |水谷心音（7月19日、ZUKKON/BAKKON）
- ロリ可愛いは絶対正義!! 栄川乃亜8時間BEST（8月1日、MOODYZ）※単体ベスト
- はじめて彼女ができたので幼なじみとSEXや中出しの練習をする事にした（9月7日、MOODYZ）
- 中出し10連発 栄川乃亜（9月8日、Million）
- お尻大好きしょう太くんのHなイタズラ（9月21日、グローリークエスト）
- 栄川乃亜 SPECIAL BEST 4時間（9月22日、TMA）※単体ベスト
- 女子校生はバックで膣奥出しが大好き!（10月1日、MOODYZ）
- 汗を絡ませカラダを貪り合う密着性交。（10月1日、TEPPAN）
- そう、その目でその喉で…涙ながらに尺りなさい（10月6日、ワープエンタテインメント）
- アニメ声まみれ淫語SEXの世界 2 佳苗るか 栄川乃亜（10月7日、MOODYZ）
- 女子校生人体固定中出し輪姦罰（10月7日、MOODYZ）
- 僕らのいいなり中出し性処理マネージャー（10月13日、本中）
- さっきまで友達、今もトモダチ あべみかこ 栄川乃亜（10月13日、バルタン）
- 栄川乃亜 全部中出し!! 8時間BEST!（10月25日、本中）※単体ベスト
- 宅配女子校生 耳元で囁くバイノーラル淫語と愛情たっぷりイチャラブ中出し孕まセックス（11月17日、OFFICE K'S）
- 本気で赤面する、美少女の放尿!!（11月25日、MAX-A）
- 完全M男化学園生活 自分好みのM男に調教しようとする超ドSの同級生 (12月7日、AKNR)
- 霧島さくら VS 栄川乃亜 微巨乳バトルロワイヤル ～ノンストップドキュメント～（12月25日、MAX-A）

- 胸糞注意 気弱な僕に出来た超絶可愛いお嬢様JD彼女とラブラブ健全交際をエンジョイしていたら 県内最強のカリスマDQN武丸先輩に見つかって今度あのチャンネー連れてこいやと脅され仕方無く大事な彼女を連れていってしまった時の話です（1月7日、JET映像）
- 可愛い顔してデカ尻!! 栄川乃亜（1月19日、MARRION）
- ノーパンおもらし女子校生 (1月19日、PREMIUM)
- 出会った瞬間、レズビアンセックスしちゃうぞ ガチドッキリ! 神波多一花がレズの撮影だと知らないで現れた超人気女優、巨乳の澁谷果歩とロリっ娘、栄川乃亜と出会ってすぐにレズプレイ!（1月25日、ビビアン）
- 3日間滞在して、寝食を共にする超高級美少女ソープ（1月25日、アイエナジー）
- 朝から晩まで中出しセックス31（2月22日、アイエナジー）
- いつでもどこでも時間停止して中出しできる学園 II さくらみゆき 如月ましろ 愛里るい 杏璃さや 栄川乃亜 海空花 涼花 深田えいみ 生田みく 麻里梨夏（3月1日、MOODYZ）
- 鉄板complete 栄川乃亜 BEST イキ狂う汗だく性交。（3月1日、TEPPAN）※単体ベスト
- 激甘オコの幼なじみはパンチラだらけ! いつもスキだらけで気がつけばパンツ見えまくりの彼女は、僕が見てるとプンプン怒る暴力女だけど、実は僕にベタぼれで僕にだけ甘～い素顔を見せてくれる。（3月8日、SWITCH）
- 部活帰りの娘がブルマ履いたまま制服で帰宅! パッツパツのデカ尻濃紺ブルマに発情した父が媚薬を飲ませると発汗してムレムレに!思わずチ○ポ挿入すると効果抜群過ぎて何度も仰け反り絶頂! 4（3月9日、V&R PRODUCE）
- 私、キスだ～いすき（3月16日、OFFICE K'S）
- 教え子と子作り新婚生活（3月21日、アイエナジー）
- ちっぱい娘に中出し初アクメ のあ18歳（4月1日、プラネットプラス）
- 壁! 机! 椅子! から飛び出る生チ●ポが人気の進学校『都立しゃぶりながら●校』卒業 ～my graduation～ Feat.戸田真琴  戸田真琴 栄川乃亜 石川祐奈 美咲ヒカル 白井ゆずか（4月12日、SODクリエイト）
- 痴女っ娘No.1決定戦 M男くんいじりグランプリ（4月12日、SODクリエイト）
- 制服少女たちのレズビアン三角関係。神坂ひなの 栄川乃亜 生田みく（4月13日、ビビアン）
- 百合の告白「ごめん、愛してる」 向井藍 栄川乃亜（4月19日、MARRION）
- 童貞の僕に生意気な妹がニヤニヤしながらパンチラ誘惑してきてもう我慢できない!（4月26日、h.m.p DORAMA）
- 素人女子○生が水着に着替えて参加! ヌルヌル泡泡ソープ体験（5月10日、アイエナジー）
- 毎朝見かけるニーハイ太ももパンチラ女子○生が可愛くてチ○ポを硬くしてたら、「おにいさんのスケベ。」とほっぺを膨らませて怒り顔。でもすぐにウルウルした目で僕を見つめてくる、ツンフワ小悪魔だった。3（5月10日、SWITCH）
- 男達の性玩具 黒髪美少女はオナペット 乃亜18歳（5月13日、イノセント/HERO）
- ROCKET10周年記念大会180分拡大SP スーパーガチンコ全裸レズバトルDYNAMITE2018 シリーズ優勝者とレジェンド女優が夢の対決 ～史上最大最強レズ女王決定8人制トーナメント～ 麻里梨夏 栄川乃亜 吉川あいみ 澁谷果歩 水城奈緒 神納花 桐嶋りの 香椎りあ（6月7日、ROCKET）
- ちっパイズリ 好きな人のためなら、Bカップちっぱいでもパイズリできるもん!（8月23日、SWITCH）
- SOD性教育ビデオ 「毎回、本物中出し出来るわけじゃないでしょ?」正しいSEXの避妊方法 あおいれな 栄川乃亜（9月20日、SODクリエイト）
- 接吻のち、孕ませ。～追憶～（10月5日、ドリームチケット）
- むちむちデカ尻 神ブルマ 栄川乃亜（11月22日、親父の個撮）
- 姦通家族アルバム ～義父に溺れた義娘 栄川乃亜～（11月23日、オルガ）
- 若くて綺麗な正妻になりたい義母5人と男はボク1人 水嶋アリス 森はるら 栄川乃亜 吉岡沙華 天希ユリナ（12月6日、アイエナジー）
- 栄川乃亜、というヒト。（12月14日、バルタン）
- 最強属性 28（12月28日、最強属性）

- 濡れてテカってピッタリ密着 神スク水 栄川乃亜（1月24日、親父の個撮）
- 勃起をさせて笑みを浮かべる。痴女っ子ローリータ。2年後 のあ（1月25日、ダスッ!）
- 栄川乃亜 ほろ酔いイチャラブSEX（3月7日、アイエナジー）
- 人妻麻薬捜査官 媚薬漬け膣痙攣（4月11日、アイエナジー）
- 栄川乃亜の凄テクを素人男性たちが発射せずに10分間ガマンできたら生☆中出しセックス!（5月9日、アイエナジー）
- 専属女優 中出し20連発（6月6日、アイエナジー）
- 栄川乃亜 夫の部下NTR（7月11日、 アイエナジー）[45]
- 女子校生 緊縛監禁中出し孕ませ調教（8月8日、アイエナジー）
- えっちな巨乳お姉さんの淫語かたりかけぐちゅぐちゅ乳首イジリっ放しオナニー 2（9月26日、アイエナジー）
- ツインテールミニスカニーハイ連続絶頂美少女中出し性交 永瀬ゆい 深田みお 栄川乃亜 宮沢ちはる（11月22日、TMA）

- 魔法美少女仮面フォンテーヌ ～曝された聖なる果肉～（1月10日、GIGA）
- 親友 ～マブダチ～ 美少女レズ旅日記 あべみかこ 栄川乃亜（1月15日、ピーターズMAX）
- 「キミの体を乳首無しじゃ生きられないような..乳首中毒にさせてあげるね」一度の射精では許してくれないネバーエンディングな乳首責め（2月19日、ラポルノ/妄想族）
- チ○ポを咥える尻 今日は、私のお尻をたっぷり味わって下さいね（3月15日、ピーターズMAX）
- 喉奥でイキたがる家出女子○生とデカチン作業着オジさんの3日間イラマ生活（4月1日、ラポルノ/妄想族）
- 【完全主観】モテモテノーパンハイスクール ボクのオチンチンを奪いあうノーパン女子校生たちとのハーレム学園性活 2 一ノ瀬恋 宮沢ちはる 奏音かのん 栄川乃亜（4月10日、BAZOOKA）
- 受験勉強で禁欲中の性欲が溜まったデカ尻妹が僕のデカチンを求めて近親相姦中出し種搾りプレス!!（4月19日、ラポルノ/妄想族）
- デカ尻すぎて男装がバレたボーイシュ女子が連続絶頂する快感にどハマりしメス堕ちチ○ポ中毒化!!（5月19日、ラポルノ/妄想族）
- 残業中のオフィスでセクハラ種付けアクメ調教されるえげつないデカ尻の新人OL（6月19日、ラポルノ/妄想族）
- 円光を匂わせ小遣い稼ぎに明け暮れる 制服女子中毒（6月25日、ホームルーム/妄想族）
- 個撮制服 002 のあ（7月19日、ラポルノ/妄想族）
- どこでもおしっこ! 素人娘の大放尿40人 スロー再生でじっくり鑑賞できるマニア向け映像 3（7月19日、かぐや姫Pt/妄想族）
- 「次会う時に初キスしよっ」と約束してたウブな彼女がウェーイwww系のヤリサーに入って完全に心を壊されたっぽい（7月19日、かぐや姫Pt/妄想族）
- ゾウさんパンツでフェラ11人 ブリーフの先っちょからチ●ポを引っ張り出して喉奥でグポグポする気持ちいいフェラチオ 2（9月19日、かぐや姫Pt/妄想族）
- 栄川乃亜 BESTコレクション（9月19日、ラポルノ/妄想族）※単体ベスト
- まるっと! 栄川乃亜（10月1日、プラネットプラス）※単体ベスト
- 濡れてテカってピッタリ密着 神競泳水着（10月8日、親父の個撮）
- 素人なのにディルドオナニーで激しく感じちゃう一般人娘 6（12月19日、かぐや姫Pt/妄想族）
- 栄川乃亜の完全主観オナニーサポート お尻の穴までヒクヒクしちゃう!!（12月19日、アロマ企画）
- 今日はアンタの乳首とチ○ポを同時にこねくり回して何度も射精せてアゲル AIKA 栄川乃亜（12月25日、痴女ヘブン）
- 杭打ちピストン騎乗位 5（12月25日、アロマ企画）

- 元カノ二人の誘惑Wささやき淫語で両耳痴女られて背徳中出しさせられた僕 向井藍 栄川乃亜（1月1日、MOODYZ）
- 【個撮】どこでもフェラ 11人（2月7日、かぐや姫Pt/妄想族）
- マングリポーズのお尻の穴の収縮とシワの本数までバッチリ分かるアナルひくひくオナニー（2月25日、アロマ企画）
- 放課後の性奴隷 私はクラス男子の慰め玩具です（3月26日、NAGIRA）
- 聖水ハーレム 美少女4人におしっこビチャビチャかけられ何度も射精させられたい! あべみかこ 栄川乃亜 久留木玲 渚みつき（5月13日、MOODYZ）
- 汁化粧 4 オタサーの姫（6月25日、滝山ポリエステル/妄想族）
- 美しく交わり合う 汗だくレズビアン 枢木あおい 栄川乃亜（10月12日、ビビアン）
- いぇいっ! だれと1番パコりたい? 脳がハジけるトランス淫語と全身おバカになるまで狂わすハーレム誘惑! ギャルってやっぱ…サイコー!! 枢木あおい 白桃はな 栄川乃亜（10月19日、kira☆kira）
- 早見なな レズ解禁 姉に恋した私 早見なな 栄川乃亜（12月23日、アイエナジー）

- オナサポガール! 貴方のオナニーはぜぇ～んぶ私にお任せください!!（1月25日、アロマ企画）
- 金髪でくそ生意気な教え子のメスガキに「ざこざこざぁ～こ」と罵られて大人の俺がプライドを打ち砕かれて飼い犬になった話 栄川乃亜（4月5日、かぐや姫Pt/妄想族）
- のあっち&るるちゃWエ口リGALがマッチングアプリで待ち合わせたオトコたちにずっとず～っと激ヌキ歓喜のドチャヌキ大量射精! 栄川乃亜 るるちゃ。（4月21日、SODクリエイト）
- 聖水痴女レズビアン 美少女がおしっこビチャビチャぶっかけイカセあうトリプルレズSEX! 百瀬あすか 渡辺まお 栄川乃亜（5月10日、ビビアン）
- オナサポ!! 女子○生 着衣で全裸で挑発的ダンス 2（5月10日、かぐや姫Pt/妄想族）
- マスク女子の卑猥なフェラチオ素人娘 10人（5月10日、かぐや姫Pt/妄想族）
- 連れ子NTR 母の再婚相手…… 義父の巨根で突かれた嫁入り前の娘 栄川乃亜（6月14日、JET映像）
- 素人トーキョー No.05 円光女子校生に生ハメ中出し!（6月28日、素人トーキョーH.S./妄想族）
- 男の娘ドッキリレズナンパ。 素人の女の子達をペニクリでイカせまくるはずが、逆に凄テクでイカされましたスペシャル 七瀬るい 佐伯由美香 浜崎真緒 栄川乃亜（6月28日、ダスッ!）
- どこでもおしっこ! 素人娘の大放尿38人 スロー再生でじっくり鑑賞できるマニア向け映像 6（7月12日、かぐや姫Pt/妄想族）
- あなたのチ●ポ洗います。6 素人アルバイト 9人（7月19日、かぐや姫Pt/妄想族）
- 超ビンカン微乳美少女 乳首よりもっとマ●コで感じたくて初めてのナマ中出し 奈々月みれい（7月26日、本中）※主演は奈々月みれい。栄川は一部コーナーにゲスト出演。
- 素人娘の全裸図鑑 25 今時の女の子12名が恥らいながら脱衣していく様子をじっくり撮影した、変態紳士のためのヘアヌードコレクション（8月9日、かぐや姫Pt/妄想族）
- オタク兄貴の友情と性癖を歪ませるビッチ系妹 栄川乃亜（8月9日、バルタン）
- 女×女の歪な性癖と肉体関係。 溺れゆくアブノーマルレズビアン ～こんな私でも愛せますか?～ 宮沢ちはる 栄川乃亜（8月9日、ビビアン）
- 逆痴漢ハーレム。メスガキ痴魅っ娘クラブ 栄川乃亜 渚みつき 松本いちか 天馬ゆい（10月11日、ダスッ!）
- ライバル同士のガルバ店員が凄テクでM男を奪い合うナマ中出しSEX 栄川乃亜 一条みお（11月10日、SODクリエイト）
- 危険日直撃!! 子作りできるソープランド 42 栄川乃亜（12月8日、Mr.michiru）

- MAX GIRLS COLLECTION 2023 ACT.1（1月3日、MAX-A）
- 素人娘の全裸図鑑 28 今時の女の子12名が恥らいながら脱衣していく様子をじっくり撮影した、変態紳士のためのヘアヌードコレクション（1月3日、かぐや姫Pt/妄想族）
- デカ尻白ギャル幼馴染 しょっちゅう僕の部屋に来てはヒマを潰すので我慢出来ず襲い掛かったら案外気に入っちゃったらしく、それ以来連日中出し 栄川乃亜（1月10日、かぐや姫Pt/妄想族）
- 【個撮】どこでもフェラ 9 11人（1月17日、かぐや姫Pt/妄想族）
- 都内某所にある人気のない雑居ビル内のトイレではオトコを食い散らかすモンスター痴女が現れるという噂が!! いきなり現れてザーメンを好き放題搾り取る痴女トイレを徹底SCOOP!!（1月24日、SCOOP）
- セクハラママさんバレー! 5 ハイレグブルマ姿の人妻12人が挑む過酷なエロトレーニング（2月14日、かぐや姫Pt/妄想族）
- 妻が寝取られている現場に遭遇したのに僕は何もできず、ただ妻が何度もイかされるのを黙って見ていた 栄川乃亜（3月21日、ミセスの素顔/エマニエル）
- マスク女子の卑猥なフェラチオ素人娘 3  12人（3月21日、かぐや姫Pt/妄想族）
- どこでもおしっこ! 素人娘の大放尿30人 スロー再生でじっくり鑑賞できるマニア向け映像 7（4月4日、かぐや姫Pt/妄想族）
- ノーハンドフェラは奴隷の証! 7 手を使わずにフェラチオする12人の素人娘（4月18日、かぐや姫Pt/妄想族）
- びちゃびちゃ失禁ガールズバーおしっこ飲ませW聖水痴女 花狩まい 栄川乃亜（5月2日、MOODYZ）
- 素人娘の全裸図鑑 30  今時の女の子12名が恥らいながら脱衣していく様子をじっくり撮影した、変態紳士のためのヘアヌードコレクション（5月16日、かぐや姫Pt/妄想族）
- おしっこ飲ませ聖水デビルちゃん 飲尿クンニで尿臭オマ○コの匂いと味を舌になすりつけ爆尿ぶちまけSEXでイキ狂った潮吹きデカ尻ギャル!（8月1日、DEEP'S）
- 角オナニー 擦り付けたら止まらない 7 11人（8月8日、かぐや姫Pt/妄想族）
- あなたのチ●ポ洗います。9 素人アルバイト 8人（8月22日、かぐや姫Pt/妄想族）
- 素人逆ナンGET!! AV女優と素人男性の欲望溢れるガチハメ撮り! 川菜美鈴・一ノ瀬恋・栄川乃亜（9月5日、MAX-A）
- 2人きりの残業中、スーツの上からでも分かるデカ尻の部下にムラムラがおさまらず気がついたらセクハラどころか中出ししてた。 栄川乃亜（11月7日、かぐや姫Pt/妄想族）
- どこでもおしっこ! 素人娘の大放尿33人 スロー再生でじっくり鑑賞できるマニア向け映像 8（11月21日、かぐや姫Pt/妄想族）
- 盗撮してオカズにしてた女子達がビックリまさかの超ドスケベ。小悪魔痴女化で精液搾り取られまくる! エロ過ぎる発情期の制服女子達が肉食痴女責めハーレム 皆瀬あかり 白橋りほ 星宮こと 沙月恵奈 栄川乃亜（11月21日、無垢）
- セクハラママさんバレー! 7 ハイレグブルマ姿の人妻9人が挑む過酷なエロトレーニング（12月5日、かぐや姫Pt/妄想族）
- レズビアンに囚われた女潜入捜査官 ～弱者を踏みにじる芸能プロダクションの闇を暴く～ 二葉エマ 栄川乃亜（12月12日、ビビアン）
- 狙われた女子部員 調子に乗りすぎたパワハラ部長 & 副部長が後輩部員たちに復讐されるトラウマ衝撃映像… 沙月恵奈 栄川乃亜（12月19日、無垢）

- ノーハンドフェラは奴隷の証! 10 手を使わずにフェラチオする11人の素人娘（1月2日、かぐや姫Pt/妄想族）
- 素人娘の全裸図鑑 33  今時の女の子12名が恥らいながら脱衣していく様子をじっくり撮影した、変態紳士のためのヘアヌードコレクション（1月23日、かぐや姫Pt/妄想族）
- 上京してきた従妹のメスガキ達に精子が果てるまで責め尽くされた 栄川乃亜 花音うらら（2月13日、BALTAN）
- 輪姦(まわ)された妻 栄川乃亜（4月16日、溜池ゴロー）
- おま●この形状まるわかり! 薄いパンツの上からマン汁ぬるぬる透けオナニー 11（5月21日、かぐや姫Pt/妄想族）
- NTR介護 「ジジイの言うことを真に受けるな」と教えたのに、純粋な妻はつい優しく接してしまい、付け込まれてセクハラを受け、要求がエスカレートして中出しセックスされる 栄川乃亜（8月6日、ミセスの素顔/エマニエル）
- どスケベ地味子 素朴で無口なコミュ障気味の女の子に限って… SEXの快感を覚えると性欲が暴走して超絶倫化!!（8月23日、h.m.p）
- 角オナニー 擦り付けたら止まらない 8 11人（9月24日、かぐや姫Pt/妄想族）
- あたシコ! シコられたい欲が強すぎる痴女個撮モデルの誘い受けオフパコ撮影会 栄川乃亜（10月8日、BALTAN）
- 【大増量5時間35分! 8名出演】 マジックミラー号 保健体育の課外授業 現役女子○生の目の前でオトナの濃厚SEXを見せつける! 思春期の性的好奇心に火を点けて初めての杭打ち騎乗位で中イキ体験 2（10月24日、SODクリエイト）
- 栄川乃亜 × 冬愛ことね 姉御の個撮 神レズ競泳水着 女が自らカメラを持ち可愛い女子の水着姿をじっとり撮影！親父の個撮ゆずりのハミ毛、ジョリワキ等のフェチ接写はもちろん女に撮られる恥辱放尿やローション密着やレズSEXを完全着衣で楽しむレズハメ撮りAV（11月21日、親父の個撮）
- 接吻旅行 旅行中キスをして見つめあったら… もっと好きになって離れられなくなりました。身体と唇を重ね合った24時間限定のハニカミ恋人デート 栄川乃亜 一条みお（11月21日、凸凹はぁと）
- ナチュラルハイ25周年記念作品 こたつの中で彼氏の妹に媚液手マンでイカされた快感が忘れられず追い媚をねだる多幸感レズ狂い女 3 増量版（11月21日、ナチュラルハイ）
- 美少女いたずらなかだし (11)（11月30日、五次元）
- アナルが敏感な巨尻OL新人ちゃん 彼氏はシてくれないような変態プレイに悦び、アナルの匂いと味を堪能し中出ししまくる!（12月17日、かぐや姫Pt/妄想族）

- おま●この形状まるわかり! 薄いパンツの上からマン汁ぬるぬる透けオナニー 14（2月11日、かぐや姫Pt/妄想族）
- 男女の友情は成立するのか!? 女子大生限定! ラップ1枚隔てて男友達チ○ポに素股体験させちゃいました♪（5月8日、アイエナジー）
- 清楚な奥さんがヤリに来た! 見た目を裏切る底なしの性欲… 「はじめまして」のおじさんチ●ポにイカされまくる! 美巨尻清楚妻 のあさん（5月20日、あたご屋/エマニエル）
- どこでもおしっこ! 素人娘の大放尿27人 スロー再生でじっくり鑑賞できるマニア向け映像 11（5月27日、かぐや姫Pt/妄想族）
- オナサポ!! 女子○生 着衣で全裸で挑発的ダンス 13（6月17日、かぐや姫Pt/妄想族）
- アナルのシワの数までハッキリわかる! ノーモザイク連続絶頂アナル見せオナニー 34（7月24日、アイエナジー）
- レズビアンに囚われた女潜入捜査官 Special 女性専門売春組織編 竹内有紀 沙月恵奈 栄川乃亜（7月29日、ビビアン）
- セクハラママさんバレー! 13 ハイレグブルマ姿の人妻9人が挑む過酷なエロトレーニング（8月19日、かぐや姫Pt/妄想族）
- ドスケベ自認の清楚お姉さんが変態オヤジをパンスト美尻で悩殺! 脚フェチプレイでイキ倒す!（8月31日、オリンポス）※「のあさん」名義

### アダルトVR
- キスとヨダレと手コキ責め、おまけにフェラと乳首責め ver女子校生（12月15日、ワープエンタテインメント）

- ともだちのいもうとはトンデモナイ誘惑痴女ビッチ!!（1月6日、CRYSTAL VR）
- 激ハメ生中出し! 美マンにブチ込め!!（3月15日、ブイワンVR）
- 生中出しSEX! お兄ちゃんの事が大好きスギル妹（3月15日、ブイワンVR）
- 見つめてしゃぶるWフェラ 栄川乃亜 河北はるな（3月26日、ブイワンVR）
- キス! きす! KISS! ちゅ～大好きっ!! スク水 乃亜ちゃんのツンデレ尻手コキ（5月5日、KMPVR）
- ツンデレ乃亜ちゃんと密着中出しSEX（5月5日、KMPVR）
- 連続昇天オナニー（5月9日、ブイワンVR）
- ボクのことを好き過ぎるご奉仕メイドとのなんともうらやましい日常。（5月24日、CRYSTAL VR）
- 幼なじみ（5月30日、ワープエンタテインメント）
- 勃起をさせて笑みを浮かべる。痴女っ子ローリータ。前編（7月21日、ミニマム）
- 勃起をさせて笑みを浮かべる。痴女っ子ローリータ。後編（8月5日、ミニマム）
- 超VIP席! JKカップルの見せ付けレズ あべみかこ 栄川乃亜（9月22日、CASANOVA）
- 突然家に押しかけてきた元教え子美少女JKとイチャイチャVR!（9月29日、KMPVR）
- 嫁の性欲がハンパない! ずーっとSEXをしていたい絶対的美少女との新婚性活（10月3日、KMPVR）
- 性に開放的な学園でとびきり可愛い美少女2人とずっと生ハメSEX! 栄川乃亜 なつめ愛莉（10月6日、KMPVR）
- 射精コントロール! オナ指示痴女 vol.4（10月6日、CASANOVA）
- 痴女っ娘女子校生妹の中出し誘惑（10月13日、MOODYZ）
- 女子校生中出し奴隷契約（11月2日、ワープエンタテインメント）
- 奇跡の女子校潜入VR 男子禁制のお嬢様女学園に手違いで転校してしまい今までモテなかった童貞キモヲタのオイラがまさか全員とハメまくってヤリチンにまでなれた完全俺得の夢のようなハーレム5P学園性活 栄川乃亜 姫川ゆうな あべみかこ 星奈あい（11月7日、kawaii*）
- MOODYZ ハーレムVR 美人女教師+かわいい女子校生2人とハーレムSEX 麻里梨夏 栄川乃亜 水野朝陽（11月18日、MOODYZ）
- ドリシャッ!!（12月8日、ワープエンタテインメント）
- 明日、君はきっと堕ちる（12月22日、ワープエンタテインメント）
- レズ体感VR 女のオーガズムは男の10倍! 女目線で自分のカラダがイキまくる! いいなりレズ絶頂3P 栄川乃亜 春原未来 小谷みのり（12月22日、SODクリエイト）
- 憧れの制服乱交VR 制服女子と濃厚Wベロキス、スケスケのスク水女子に寸止め焦らしWフェラ、僕のチ●ポ奪い合うハーレム5P大乱交体験!! 栄川乃亜 姫川ゆうな あべみかこ 星奈あい（12月27日、kawaii*）

- 勃起チ○ポに興味津々な思春期の女子校生に放課後呼び出されて、説教されたら、更に勃起してしまって、面白がられて襲われて生中出しSEX 阿部乃みく 栄川乃亜（1月30日、KMPVR）
- アナタの赤ちゃんが欲しい 栄川乃亜が耳元で何度も何度も中出しを懇願するナマ挿入受精孕ませSEX（2月9日、SODクリエイト）
- 長尺VR リアル風俗卒業宣言! この1作品で色んな風俗がバーチャル体験できる!! part3 美少女編（3月28日、BAZOOKA）
- 幼馴染(のあ)にずっと片思いをしていた僕。じつは両片思いだったらしく、2人をくっつけようともう1人の幼馴染(みかこ)が計画した宅飲み青春VR 栄川乃亜 あべみかこ（3月31日、変態紳士倶楽部）
- 超高級風俗! 猫耳ローションSEX! 栄川乃亜 阿部乃みく 藤波さとり 涼海みさ（10月4日、BAZOOKA）
- 最低最悪凌辱レ●プ ～後悔しても遅すぎる…目の前で行われた妹輪姦～（12月7日、CASANOVA）
- 「やばい! 妹に何度も中出し!?」 顔面偏差値高めの妹は僕のことを男として見てないのか家の中を無防備な姿でウロウロ…そんな姿に思わず興奮し勃起してしまった僕に気づいた妹は…!? 可愛すぎる妹との見つめ合い密着ベロチューSEXに我慢できずに禁断の連続中出し! 2（12月20日、DOC）※「VR-1グランプリ 2018」エントリー作品。

- 唾飲みVR-2- 美女の唾厳選12名スペシャル!（1月10日、SODクリエイト）
- 足裏フェチVR（2月1日、SODクリエイト）
- 百合VR 美少女たちの戯れを近くでそっと見守りたい人の為のVR 竹田ゆめ 栄川乃亜（2月22日、SODクリエイト）

- HQ 60fps【ハメ撮りVR】ツインテールが似合うスケベで可愛いJ○と狭い車内で密着中出しカーセックス（1月2日、こあらVR）
- ミニスカパンチラ★スケバンポリスVR 栄川乃亜 跡美しゅり 渚みつき 早美れむ（2月17日、MOODYZ）
- 人妻だらけのデッサン教室でヌードモデルになったボク!! 欲求不満な着衣妻4人の視線でビンビンになってしまったボクの全裸チ○ポ! それを見た奥さんたちが…!! あおいれな あべみかこ 栄川乃亜 向井藍（3月11日、MOODYZ）

- 開始即SEX!! ボクがヤリたい美少女とボクとヤリたいギャルに朝までオモチャのように悪ノリ痴女られSEX 花音うらら 栄川乃亜（7月2日、ワンズファクトリー）

- 絶対に乳首をお留守にしないW美少女逆3P! 最初から最後まで 常に乳首を責められながら唾飲み顔面舐められまくりSEX あべみかこ 栄川乃亜（3月16日、SODクリエイト）
- ぴえん3PVR営業中のコンカフェでみおちゃんにこっそり手マンしてたら、のあちゃんにバレちゃった! 俺のことが好きすぎて、争い合うぴえん女子達。ち●ぽが欲しくてマン汁を垂らしながらヨガるのでまとめて3Pしちゃいました。栄川乃亜 一条みお（3月16日、SODクリエイト）
- 絶対に乳首をお留守にしないトリプル美痴女逆4P! 常に両乳首を責められながら唾飲み顔舐めSEXでキスしながら強制中出し3連発! 一条みお 栄川乃亜 悠月リアナ（6月2日、SODクリエイト）
- KMP20周年記念作品 鬼カワ女子校生5人全員がボクの花嫁!? 夢の一夫多妻ウェディングハーレム結婚STORY 栄川乃亜 佐藤ののか 松本いちか 皆月ひかる 森日向子（6月24日、KMPVR-彩-）
  - 保健室で生徒からの激烈誘惑！？濃厚キスの嵐で燃え上がる禁断SEX!! 松本いちか × 栄川乃亜（2025年5月1日、KMPVR-彩-）※上記作品から一部を単体リリースしたもの。
  - 「みんな平等に愛してくれる?」これぞ夢の［結婚式］! 最高の教え子たちとヤリまくる新婚ハーレムSEX!! 佐藤ののか 皆月ひかる 松本いちか 栄川乃亜 森日向子（2025年5月31日、KMPVR-彩-）※同じく上記作品から一部を単体リリースしたもの。
- 一発の射精に情熱を注ぐ者への快楽の道標 栄川乃亜（7月22日、AQUA）
- 小悪魔痴女3人とアナル見せつけシェアハウス生活 ヒクヒク誘惑するケツ穴を見せつけられながら何度も射精させられるVR 栄川乃亜 音琴るい 桃菜あこ（10月20日、SODクリエイト）
- ボクのセフレはみんなキス大好き! 1度のエッチ で唇がふやけるほどイ チャイチャキスをしまくる日替わり7人キス 総合計751回 SEX (美女、巨乳、ロリ、 お姉さん、若 妻 etc. )! キス好きには堪らない1週間ヌケる コスパ最強 VR（11月21日、SODクリエイト）
- VRでも危険日直撃!! 子作りできるソープランドVR 栄川乃亜（12月24日、Mr.michiru）

- ヤリマンギャルにゼロ距離調教 「今日からいっぱい可愛がってあげるね♪」 栄川乃亜（1月27日、KMPVR）
- 私の事、乱暴に扱ってみない? 実は能動的マゾだったギャルデリ嬢の尽きない快楽欲求 栄川乃亜（4月29日、KMPVR）
- SUPER ’WET’ 特選美女爆汗プレミアム一番搾り 美女の汗は飲み物です 最後の一滴まで飲み干す快感（5月4日、KMPVR）
- 3Pしてみたいけど金がない… 好奇心に勝てず激安デリヘルの3Pコースを頼んだら奇跡的すぎる展開に! 花音うらら 栄川乃亜（12月22日、AQUA）

- Hな薬の治験のバイト バキバキち●ぽと欲求不満ナースの淫らな出会い 栄川乃亜（9月27日、AQUA）

- ヤリマンなんだけど… エッチのテクニックがいまいちな幼馴染ギャルのSEXの練習相手になったらどうする? 栄川乃亜（5月15日、VRパラダイス）
- 「脳みそ早漏すぎ!」 素直になれない栄川さんは、片想い中の後輩クンをプンプン叱りつけながら、世話焼き寸止めセックスで種付け中出しを迫るアラサーロリ上司。 栄川乃亜（6月19日、unfinished）
- いいなりドスケベ肉便器のアへ顔Wピース射精待ち（8月22日、AQUA）

### アダルト配信
- 【初撮り】ネットでAV応募→AV体験撮影 70 えり 19歳 学生（8月16日、シロウトTV）

- noa（1月8日、S-Cute）
- のあ（1月21日、KAKUJITSU）
- のあ（2月13日、ボクとカノジョ。）
- noa 2（3月4日、S-Cute）
- のあ（4月14日、御茶ノ水素人研究所）
- のあ 2（4月21日、御茶ノ水素人研究所）
- のあ 2（5月6日、KAKUJITSU）
- のあ 3（5月20日、KAKUJITSU）
- ななこ（9月10日、ハメドリネットワークSecondEdition）
- のあ 4（10月7日、KAKUJITSU）
- ななこ 2（10月15日、ハメドリネットワークSecondEdition）
- のあ 5（10月21日、KAKUJITSU）
- 【ハロウィンナンパ! 浮かれた素人娘大収穫!】 こひな(22) & すず(20)激カワ女子大生二人組をGET! 「ハロウィンだから特別～笑」ホテルに連れ込み奇跡の4Pセックス! 照れながらもお互いの結合部見合って興奮! ビクビク何度もイキまくる二人に勃起が治まらない! 毎日がハロウィンだったらいいのに…（11月23日、プレステージプレミアム）

- ■恥ずかしいのに濡れすぎちゃう! 辱められ好きのドM! ■～究極の羞恥企画!! バイトの合間に制服SEX! ～職場の目の前で連続イキするドスケベロリっ子。澄んだ瞳のケーキ屋看板娘が痙攣絶頂羞恥SEX!!（2月24日、プレステージプレミアム）
- ■「後ろから突いて下さい…」 ■リアルJ〇?? 制服着てるとムラムラしちゃう変態制服マニアの幼膣ガン攻めSEX! あんな 20歳 文学部2年（3月27日、プレステージプレミアム）

- 乃亜（12月19日、シロウトタッチ）

- のあ（2月7日、Tokyo247）
- ノア（5月17日、俺の素人）
- のあ（8月1日、J●調査隊 チームK）
- あや  2人きりなら… とハメ撮りでいちゃいちゃセックスww 清楚系の激エロ美少女イキ潮大絶頂ナンパww（8月9日、黒船）
- のあさん（11月25日、俺の素人）

- NOA（1月4日、A子さん）
- 家まで送ってイイですか? case.174【超絶ギャップSP】 感動話から一変! さっきまでの話はなんだったの!? セックス沼にハマる!? 最愛の人に涙…セフレにマ○コは濡れる… 素直じゃない金髪ギャル⇒触れるだけビックビク! 全身性感帯乙女の顔⇒玉から吸い上げる! 咥えたら離してくれないフェラチオ⇒『ヤ゛ヴァイィ…』全体位で絶頂! その一部始終⇒バールにスタンガン… 男性不信からの生還 / 若菜さん 26歳 宝石の卸売販売員（4月16日、ドキュメンTV）
- のあ（5月1日、Buzzシロウト）
- マジ軟派、初撮。1629 のあ 20歳 美容学生 景品の当たるおみくじを使って新宿ナンパ! ホテルに連れ込みエロみくじを引いてもらってSEX突入! 敏感過ぎるオマ○コのせいで全身ガクガクイキまくり!（5月1日、ナンパTV）
- N41ちゃん（5月28日、蜃気楼）
- 【ナマイキ美尻パリピGAL昇天!!】 超絶うつくし可愛いギャルとP活案件!! 弾力MAXのピチピチ太もも!! いい匂いのするヒップ!! そしてパリピでナマイキ娘…!! 最初は嫌々からのお小遣いアップで手マンゆるして無事に快楽堕ち!! 安定の無○中出し2発射でコスパ最高!! / パパ活成敗 二十七人目 なお 21歳 / ナマイキ系パリピGALの片手間(手コキオンリー)P活が一転!! ガチ昇天の連続NNに発展!!（6月20日、プレステージプレミアム）
- 【ア●マルSEX連続3搾精】セフレ30人常備のドビッチGAL!! 目指すは次世代SEXシンボル!! ガチの百戦…いや千…いやいや!! マン戦錬磨のセックスア●マル騎乗位で男優秒イカセで縦横無尽で自分本位に天衣無縫にイキマクる!! 最高の美少女ビッチギャルが無事降臨!! / 男優のセフレ No.75 ここあ 20歳 / セフレ30人以上オーバー!! 目指すはワールドワイドのSEXシンボル!! 世界とチ○コ掴む3搾精SEX!!（6月26日、プレステージプレミアム）
- のん（7月2日、ギャルすたグラム）
- のあ（7月4日、Beauty）
- のあ（8月28日、れいわしろうと）

- のあ（4月5日、アイドリ）
- のあちゃん（5月8日、俺の素人-Z-）
- みずき（5月9日、恋愛カノジョ）
- のあ（6月1日、素人ムクムク）
- M & N（6月1日、素人ペイペイ）
- のあたん（6月6日、ギャルpay）
- NOA（6月15日、素人ムクムク-塩-）
- ニコ（7月29日、アシグモ）
- Noaちゃん（11月14日、ピクチン）
- I LOVE オジサマ 栄川乃亜（12月1日、WAAPサロン）
- Eさん（12月30日、ゲリラ）

- 一撃 栄川乃亜（1月5日、WAAPサロン）
- 白衣の天使と性交 栄川乃亜（1月10日、ドリチケ★サロン）
- ファンたちゴメンよッ!! コスプレ姿の現役アイドルに中出し! プライベートでハメ撮りを許したセフレにバラ撒かれた流出映像（1月23日、黒船）
- 【Z世代美人局ギャルを成敗】 ヤリマン金髪ギャル VS 騙された男たちによる復讐中出しセックス!! 嫌々ながらもネットリしゃぶるフェラがエロい!! ヤリマン本性でずっと腰も止まらないww 生意気だけど憎めないwミニマム美少女のロリボディをハメ倒す鬼パコ乱交!! 大量中出し & トドメの顔射で快楽堕ち!!【訳アリZ世代.11 ノア】（7月10日、SUKEKIYO）
- あまりろ  ギャラ飲みギャルをハメる!! ポールダンス仕込みの腰使いがエロ過ぎて休憩なしの2連続中出し!!（8月28日、黒船）
- 女子5人組 (smuw010)（10月1日、素人ムクムク-W-）
- Nちゃん (smul020)（10月27日、素人ムクムク-礼ぷ-）
- こひな & すず（11月1日、ぎがdeれいん）
- 部長 & 副部長 (smul021)（11月12日、素人ムクムク-礼ぷ-）

- ノア (ttjk066)（9月27日、鉄人2号さん）

### 女性向けアダルトビデオ
- starting over 最後のキスをあなたに（2019年1月10日、SILK LABO）
- I’m for you（2020年3月12日、SILK LABO）
- ハイテンション 上原千明 栄川乃亜（2021年10月20日、SILK LABO）※配信作品

### イメージビデオ
◎はBD版発売作品。
- 栄川乃亜はオレのカノジョ。（2017年2月25日、GARDEN）
- いたずら美少女ヌーディズム（2017年10月28日、Precious Beauty）◎
- Noa トロピカルストロベリー（2018年6月21日、REbecca）◎
- in the flower（2019年4月17日、CRANE）◎
- Lover's Day 栄川乃亜（2019年9月20日、ファインピクチャーズ）◎
- Naturally 栄川乃亜（2023年11月17日、ファインピクチャーズ）◎

### 写真集
- 原寸大おっぱい図鑑 Ecstasy（2017年11月17日、一迅社　撮影：須崎祐次、監修：安田理央 ）Bカップ担当[46] ISBN 978-4-7580-1579-0
- noa（2018年6月30日、彩文館出版、撮影：ALEX WON）ISBN 978-4-7756-0600-1
- いちご白書（2019年4月27日、ジーウォーク、撮影：天野功）ISBN 978-4-8629-7884-4

### ポーズ集
- スーパー・ポーズブック 2人のスペシャル・ヌードポーズ集 ルルディ（2019年9月20日、コスミック出版、撮影：kanji、監修：島本耕司）ISBN 978-4-7747-9195-1

### デジタル写真集
2019年
- Lover’s Day デジタル写真集 栄川乃亜（11月2日、ファインピクチャーズ、撮影：河本広幸）
- FLOWER 栄川乃亜 vol.01（12月20日、ジーウォーク、撮影：天野功）

2020年
- FLOWER 栄川乃亜 vol.02（3月20日、ジーウォーク、撮影：天野功）
- JUICY HONEY VOL43 栄川乃亜（4月1日、ジューシーハニー、撮影：篠原潔）

2021年
- SUMMER DREAM 栄川乃亜（7月16日、プレステージ出版、撮影：松田忠雄）
- 夏夢 栄川乃亜（7月16日、プレステージ出版、撮影：松田忠雄）

2023年
- DokkiriQueen 栄川乃亜（1月25日、シーガル）
- デジグラ・デラックス 栄川乃亜 001（6月30日、ラビリンス）
- デジグラ・デラックス 栄川乃亜 002（10月27日、ラビリンス）
- DokkiriQueen 栄川乃亜 B（11月30日、シーガル）

2024年
- デジグラ・デラックス 栄川乃亜 003（1月5日、ピンク倶楽部）

### 音楽作品
配信シングル
- Kazamidori / 世話焼きガール（2021年3月10日、ライフプロモーション）

## 製品

### トレーディングカード
- ジューシーハニー VOL.43（2018年10月27日、ミント）※明里つむぎ、高橋しょう子との共同商品。
- ジューシーハニー LUXURY EDITION 2021（2021年2月27日、ミント）※加藤ももか、君島みお、桃乃木かなとの共同商品。

### カレンダー
- 卓上 栄川乃亜 2019年カレンダー（2018年10月27日、トライエックス）
- 栄川乃亜 2019年カレンダー（2018年11月2日、トライエックス）

## 出演・掲載

### テレビ
- 阿部乃ちゃんねる（2017年2月3日、3月3日、8月4日、2018年8月5日、9月2日、エンタ!959）
- ビ〜チ9（2017年12月、テレビ埼玉）※マンスリーゲスト
- ルルディちゃん（2017年12月17日 - 2019年6月1日、エンタ!959）MC
- ダラケ! シーズン13 #6「アダルト大賞投票〆切ド直前!セクシー女優エロ攻撃で駆け込みSP!」（2018年1月25日、BSスカパー!）
- 湊、今からだべるってよ #22,#23（2018年2月16日,3月16日、エンタ!959）
- ぴゅあらばPresents ルルディ48って（2018年4月12日 - 9月20日、レインボーチャンネル）
- ルルディのお酒に合うおつまみを探せ!!（2018年9月1日、レインボーチャンネル）
- ダラケ! #9「セクシー女優ダラケのオールスター感謝祭」（2018年10月4日、BSスカパー!）[47]
- ぴゅあらばPresents 虹色パラダイス（2018年10月4日 - 2019年3月、レインボーチャンネル）
- 桃色Y談 裏ンキングSHOW #1（2018年10月11日、BSスカパー!）
- あべみかこのAAですけど何か?#（2019年1月[48]、エンタ!959）
- 虹色パラダイス 世界記録を作っちゃえ!（2019年4月4日[49] - 10月1日、レインボーチャンネル、パラダイステレビ）
- Sweet Angel #99（2019年5月18日、MONDO TV）
- 今日のあまつか（2019年8月17日、9月19日、エンタ!959）
- パチンコバトル～渋谷でキャノンボール大決戦～（2021年4月1日、スカチャン1・CS801）[50]
- ライフTV（2021年9月17日[51] - 、エンタ!959）

### ウェブテレビ
- グラドルVSセクシー女優！水泳大会2018春（2018年3月23日、AbemaTV AbemaGOLD）[52]
- トイズハートプレゼンツ「とりあえずナマで！」（2018年7月11日&7月15日、Youtube トイズハートチャンネル）＊第3回ゲスト栄川乃亜&霧島さくら[53][54][55][56]
- 極楽とんぼKAKERUTV（2018年9月13日、AbemaTV）[57]
- トイズハートプレゼンツ 「ハートの部屋（仮）」 第50回ゲスト（2019年2月7日、ニコニコ生放送）[58]
- こんもりch（2022年9月、アトムクリニック公式YouTube）- こんもりガールズ
- 出張!トイズハート情報局（2024年1月7日、Youtube）全4回

### 映画
- 情欲怪談　呪いの赤襦袢（2018年8月3日、オーピー映画） - 里美/幽霊 役[59]
  - 怪談 呪いの赤襦袢（2018年、OP PICTURES） - 里美/幽霊 役（「情欲怪談～」の一般公開用編集版）[60]
- 好色男女　セックスの季節（2019年6月21日、オーピー映画） - ナナ 役（主演）[61]
  - セックスの季節（2019年8月24日、オーピー映画）※好色男女～の一般公開編集版[62]
- 性鬼人間第三号 ～異次元の快楽～（2020年12月4日、オーピー映画） - アカリ 役
- 生つば美人妻　妄想で寝取られて（2021年2月12日、オーピー映画）
- 無慈悲な光（2021年11月19日、監督：カジ） - 医者 役[63]
- 誘い濡れ ～さあやとこはる～（2022年9月16日、オーピー映画） - 足立沙綾 役
- 下ネタトリオ マドンナを狙え（2023年5月26日、オーピー映画）
- さあやとこはる 〜forever and ever〜（2023年、オーピー映画） - 足立沙綾 役[64]
- 推し、満開（2024年11月29日、オーピー映画） - 松山朝日 役[65]

### オリジナルビデオ
- マネーハンター美鈴　極嬢が企む甘くキケンな誘惑（2019年4月2日、竹書房） - 美鈴(メイリン)役（主演）[66][67]
- 嬢王夜曲2 美人キャバ嬢欲望満開ナイト（2020年10月2日、竹書房）[68]
- クローゼット（2020年7月17日[注 3]、スパイスビジュアル） - 橋爪由美 役（主演）
- エクスタシー・イコライザーREN（2020年9月4日、竹書房）[69]
- あ・べ・こ・べ　セクシーボディ姉妹のHなヒミツ（2021年10月6日、シネポップ）[70]

### 舞台
- くつ屋さんのおはなし（2020年2月5日 - 9日、東京・テアトルBONBON） - 古場歩美 役[71]

### パチンコ
- Pジューシーハニー3（2021年2月、サンセイアールアンドディ）[72]
- PジューシーハニーH（ハーレム）（2023年5月、サンセイアールアンドディ）

### イベント
- あべ☆のあ Vol.1 ～初めての共同作業～（2019年6月1日、阿佐ヶ谷ロフトA）※あべみかことのユニット「あべ☆のあ」のイベント。
- あべ☆のあ Vol.2 ～込み上げる想い～（2019年9月14日、阿佐ヶ谷ロフトA）
- あべ☆のあVol.3 ～とある姉妹のおはなし～（2020年3月14日、新宿ネイキッドロフト）
- あべ☆のあ Vol.4 ～エモさあふれるBNK～（2020年12月28日、LOFT9 Shibuya）
- あべ☆のあ Vol.5 ～失われた2周年とサマー～（2021年7月25日、阿佐ヶ谷ロフトA）※第1部は会場イベント、第2部は配信イベントとして開催[73]。
- あべ☆のあ Vol.6 ～やっぱ大阪ってUSJ～（2021年10月10日、梅田Lateral）
- あべ☆のあ Vol.7 ～阿佐ヶ谷ロフト0106～（2023年4月15日、阿佐ヶ谷ロフトA）[74]
- 栄川乃亜ともちづき千代子がトイズハートのギャラで会いたい人を呼んで飲む会（2023年10月26日、阿佐ヶ谷ロフトA）[28]
- あべ☆のあ 番外編 ～栄川に感謝祭a.b.e（2023年12月28日、東京・秋葉原 studio knot）[75]
- 栄川乃亜ともちづき千代子がトイズハートのギャラで会いたい人を呼んで飲む会 vol.2（2024年4月20日、阿佐ヶ谷ロフトA）[76]
- のあもんBAR（2024年5月26日、東京・居酒屋博多もつ鍋 はらへった池袋店）[77]
- のあもんBAR 第5回（2025年5月3日、AKIBA HORIZON）[78]
- 栄川乃亜ともちづき千代子がトイズハートのギャラで会いたい人を呼んで飲む会 vol.5（2025年7月5日、阿佐ヶ谷ロフトA）[79]

### 音楽イベント

#### 栄川乃亜 名義
- レディマニア vol.2（2017年9月11日、渋谷REX）[80]
- LADY MADONNA vol.6（2018年2月20日、青山RiZM）[81]
- LADY MADONNA vol.10（2020年3月17日、青山RizM）[82]
- LADY MADONNA vol.11（2020年8月5日、青山RizM）[83]
- LADY MADONNA -拡大版- I saw her standing there ～その時ハートは盗まれた～（2020年11月27日、川崎 CLUB CITTA'）[84]
- LADY MADONNA vol.12（2021年3月18日、青山RizM）[85]
- LADY MADONNA vol.13（2021年7月8日、青山RizM）[86]
- LADY MADONNA -拡大版-（2021年11月25日、川崎 CLUB CITTA'）[87]
- 楽演祭 vol.16 年忘れSP（2021年12月29日、池袋 LIVE INN ROSA）[88]
- LADY MADONNA vol.14（2022年3月17日、青山RizM）[89]
- LADY MADONNA vol.15（2022年7月28日、青山RizM）[90]
- 楽演祭 vol.21 ハロウィーンスペシャル（2022年10月26日、池袋 LIVE INN ROSA）[91]
- LIFE FES –No LIFE No LIFE-（2022年12月9日、池袋 LIVE INN ROSA）[92]
- 楽演祭 vol.22 一足早いクリスマスSPライブ（2022年12月21日、池袋 LIVE INN ROSA）[93]
- 楽演祭 vol.23 一日遅れのバレンタインSP（2023年2月15日、池袋 LIVE INN ROSA）[94]
- LADY MADONNA ANNEX（2023年8月3日、品川 GOTANDA G6）[95]
- LADY MADONNA ～春、桜の花芯満開～（2024年3月28日、青山RizM）[96]
- LADY MADONNA 拡大版 2024（2024年11月21日、川崎 CLUB CITTA'）※ソロ名義だけでなく、あおいれなとのユニット「れな & のあ」としても出演[97]。
- 楽演祭 vol.34（2024年12月25日、池袋 LIVE INN ROSA）[98]
- LADY MADONNA Vol.18（2025年3月27日、青山RizM）[99]
- 楽演祭 vol.37 ～ありがとうSP～（2025年6月25日、池袋Live inn ROSA）[100]

#### ルルディ 名義
- ルルディ 初ワンマンライブ（2018年6月9日、新宿レフカダ）[101]
- レディマニア vol.3（2018年6月18日、渋谷REX）[102]
- TIFもハジける! スパークリングNIGHT!!（2018年8月3日、お台場・青海エリア TOKYO IDOL FESTIVAL 2018内 特設会場）[103]
- マシュマロ☆フェスティバルvol.3 ～Let’s最強SUMMERパーティー!～（2018年8月18日、新宿MARZ）[104]
- LADY MADONNA -拡大版- ～Please Please SEXY IDOL! Like We Please You!（2018年10月23日、川崎 CLUB CITTA'）[105]
- 楽演祭 vol.6 ハロウィンSP（2018年10月31日、池袋 LIVE INN ROSA）[106]
- ルルディ結成1周年ライブ「ルルディ1周年迎えちゃいます!!～ここから始まる僕らのストーリー～」（2018年11月18日、新宿レフカダ）[107]
- ミルジェネ新年会 2019（2019年1月15日、新宿BLAZE）[108]
- LADY MADONNA vol.8（2019年2月26日、青山RizM）[109]
- 楽演祭 vol.8 平成最後のお花見SP（2019年4月17日、池袋 LIVE INN ROSA）[110]
- LADY MADONNA Vol.9（2019年5月23日、青山RizM）[111]
- 楽演祭 vol.9 令和初 ～ありがとう みおりん～（2019年6月26日、池袋 LIVE INN ROSA）[112]
- ミルジェネ プレミアムライブ 10（2019年7月17日、初台DOORS）[113]
- TIFもハジける! スパーリングNIGHT!!（2019年8月2日、お台場・青海エリア TOKYO IDOL FESTIVAL 2019内 特設会場）[114][115]
- 楽演祭 vol.10 夏休み最後のバカ騒ぎSP（2019年8月28日、池袋 LIVE INN ROSA）[116]
- LADY MADONNA -拡大版- We Can Work It Out ～恋を抱きしめよう～（2019年10月24日、川崎 CLUB CITTA'）[117]
- 楽演祭 vol.11 池袋ハロウィンSP（2019年10月30日、池袋 LIVE INN ROSA）[118]

#### れな ＆ のあ 名義
- LADY MADONNA ～夏のユニット祭り～（2024年7月11日、東京・青山RizM）[29]

### ラジオ
- 岡村洋一のシネマストリート（2018年8月13日、かわさきFM）[119]
- トイズハート放送局（2023年4月22日、ラジオ関西）[120]

### ウェブラジオ
- セクシー業界自暴バラエティ〜わたしって、○○じゃないですか?（2021年7月19日、鳥越アズーリFM）
- しずる村上のWALK THIS 麺（2024年3月3日、3月17日、AuDee）[121]

### ミュージックビデオ
- おおくぼけい「さよならフェイクミュージアム」（2022年11月30日、Kenchiku Records） - 足立沙綾 役[122]

### 雑誌
- 月刊DMM 2017年3月号（ジーオーティー）- インタビュー
- 月刊DMM 2017年4月号（ジーオーティー）- インタビュー
- 月刊DMM 2018年9月号（ジーオーティー）

### インタビュー
2016年
- 身長147cm！美少女好き紳士たちの中で話題沸騰のＡＶ女優・栄川乃亜ちゃん人生初インタビュー！ウブだと油断してたら…「バックが好きで！○○の階段でヤったのが最高で！」激エロちゃん爆笑しながら大暴走！【第1回】（10月1日、DMM NEWS.R18）[123]
- 栄川ちゃんの大逆襲！身長147cmでも○○がコンプレックス…でもＡＶデビューして武器に変わった！▼処女喪失は「ん？…痛くない？」▼単なるスケベロリじゃない栄川流の役作りの極意とは。【ロングインタビュー・第2回】（10月8日、DMM NEWS.R18）[124]
- バック大好き栄川ちゃん19歳が人生初の生チンポSEX！｢ゴムがないだけで感触は全然違う！｣オナニーに広がる無限の可能性やメイド服での煩悩を語る！乱入ゲストもクルーっ！？【栄川乃亜ロングインタビュー第3回】（10月15日、DMM NEWS.R18）[125]
- 「生バック最高でした！」すでに業界内で人気沸騰！身長147cm絶倫ロリの栄川乃亜ちゃんが語る中出し解禁裏話！焦らされて○○○…エロ過ぎる欲望が続々！真面目にスケベを追求する乙女系！ 【ロングインタビュー最終回】（10月22日、DMM NEWS.R18）[126]

2017年
- 【人気ロリ女優・栄川乃亜インタビュー】「こんなにお尻が大きいのでJS役は無理があるだろうと思ったけど、自分がロリなのはわかってました。JSはお尻大きいしさすがに無理なのでJKが妥当なのかなって」前編（3月16日、デラべっぴんR）[127]
- 【人気ロリ女優・栄川乃亜インタビュー中編】「AVに出る前に『イク』は経験してるけどデビュー作の時点と最新作を比べるともっと感度が上がってるんですよね」「中に出されるのはもちろんAVが初めてで生挿入も初めてでした。中出し最高♪ 今までのSEXは何だったの？って感じ」（3月17日、デラべっぴんR）[128]
- 【人気ロリ女優・栄川乃亜インタビュー後編】「ヤラれてる感があるからバックが好き♡バックの中でも 立ちバックが最高！」「おっぱい大きくなりたいと今は思わない。何かが減っても増えても 『乃亜ちゃん』じゃなく なっちゃうと思うから」（3月18日、デラべっぴんR）[129]
- ＜人気AV女優の素顔と私生活＞栄川乃亜クンの意外すぎる性感帯「挿入中もシてほしいのは…」（2017年5月23日、東スポ裏通りWeb）[130]

2018年
- 【前編】祝！スカパー！アダルト放送大賞2018「新人女優賞」受賞。「乃亜だけはガチ！」を合言葉に快進撃を続ける栄川乃亜ちゃんのエロの軌跡をたどる。【栄川乃亜 人気AV女優インタビュー】（3月22日、X-City）[131]
- 【後編】おっきめなお尻でMっ気のある乃亜ちゃん。大好きな体位は、当然バック！その理由を詳しく聞いていくと、気持ちいい理由が判明！？♡ 霧島さくらちゃんとの新ユニット『ルルディ』！でアイドル活動開始！【栄川乃亜 人気AV女優インタビュー】（4月3日、X-City）[132]
- 「スカパー！アダルト放送大賞2018」の女王たちが集結！ 天使もえ・栄川乃亜・花咲いあん 応援してくれたファンに感謝のトリプル裸身 『グラビア＆インタビュー（2018年4月号）』（4月、スカパー! アダルト）[133]
- 祝！「スカパー！アダルト放送大賞2018」新人女優賞獲得！ 《いつもガチ勝負の黒髪娘》私で止めたくない、引き継いで渡したかった『グラビア＆インタビュー（2018年6月号）』（6月、スカパー！アダルト）[134]
- 乃亜だけはガチ！世界最高峰のロリ痴女AV女優･栄川乃亜の新人離れした安定エロエロ感の理由とは？演技論▼名作『痴女っ子ローリータ』出演時はまだAVは副業で「本業の仕事と両立してました」▼【スカパー!アダルト放送大賞2018新人女優賞受賞記念インタビュー】（6月9日、DMM NEWS.R18）[135]

2019年
- AV女優･栄川乃亜の魅力とは！プロデューサー淫語魔が語る！(2月13日、FANZAニュース)[136]
- 【キカタンのエースから専属女優へ　栄川乃亜インタビュー】「アイエナジー専属女優・栄川乃亜です！」「居酒屋とかで緑茶ハイを一気飲みしている人を見ると『緑茶ハイがかわいそう』ってなっちゃう。唐揚げと一緒に食べたほうがずっと美味しいのにって」前編（3月30日、デラべっぴんR）[137]
- 【キカタンのエースから専属女優へ　栄川乃亜インタビュー】「2019年は、AVを大事にしたい年にしたいなと思って。ワンランクステップアップした状態で、AVというものを原点に帰ってみてもいいかなと思ったんです」中編（3月31日、デラべっぴんR）[138]
- 【キカタンのエースから専属女優へ　栄川乃亜インタビュー】「次のシーンで絶対に。このチンコ、食いちぎってやろうって、ずっと思っていたんですよ」「れなちゃんのほうが小さいですね（断言）」後編（4月1日、デラべっぴんR）[139]

2022年
- 【祝！栄川乃亜取締役就任インタビュー！】アダルト業界初！現役AV女優が所属事務所の取締役となり両輪で大活躍！「栄川乃亜は変わらないので気を遣わないでください」（11月13日、デラべっぴんR）[140]
- 【神楽坂文人のAV女優インタビュー】栄川乃亜の巻「所属事務所の取締役に就任！デビュー7周年を迎え性欲話、性癖話も直撃！」（11月14日、夕やけ大衆）[141]
- 現役セクシー女優が所属事務所の取締役に就任「同じ目線で悩みに寄り添いたい」（11月26日、日刊SPA!）[142]